# Mestre de la conquesta de Mallorca

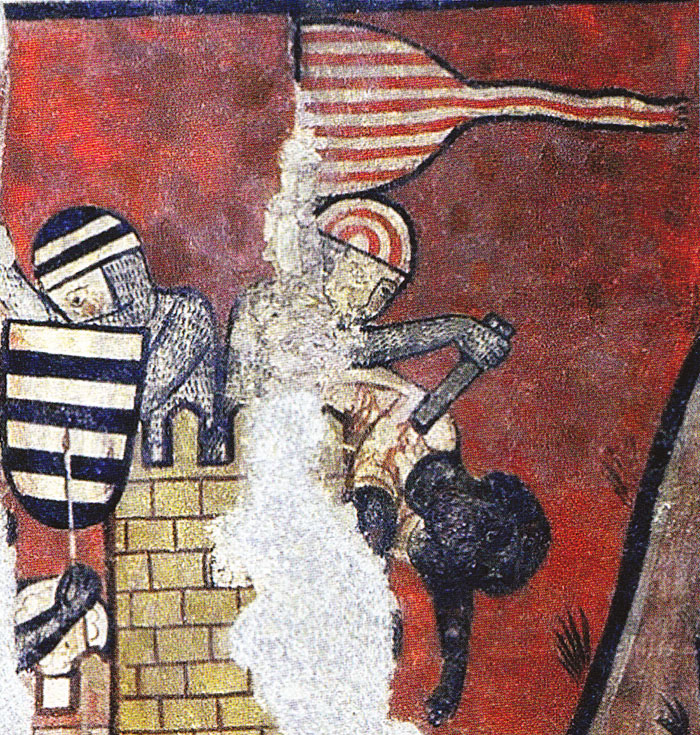
Detall de las Pintures murals de la conquesta de Mallorca conservades al Museu Nacional d'Art de Catalunya

Mestre de la conquesta de Mallorca, és el nom pel que es coneix l'autor anònim de diverses pintures realitzades a la fi del segle xiii, d'estil romànic tardà o principis del gòtic.
Aquest nom li va ser imposat pels historiadors de l'art Alomar Esteve, Rosselló Bordoy i Sánchez Cuenca, quan li van atribuir l'obra del retaule de santa Úrsula de la població d'Artà —conservat a l'església de Sant Francesc de Palma—, i derivat del tema de les pintures murals de la conquesta de Mallorca del Palau Aguilar de Barcelona, que representen diversos episodis de la conquesta de Mallorca realitzada pel rei Jaume el Conqueridor.
Es creu que aquest artista podria ser també l'autor de les pintures al fresc del Palau Reial Major de Barcelona per la seva cronologia i estil semblant. Aquests murals guarden també, segons Joan Ainaud de Lasarte, gran semblança estilística amb el retaule de santa Úrsula, encara que aquest últim té un cert aire més cap a la pintura gòtica.